# Nicole Vaidišová
Nicole Vaidišová (Nürnberg, 1989. április 23. –) cseh hivatásos teniszezőnő, olimpikon. 2003-ban kezdte profi pályafutását, amelyet 2010-ben szakított félbe. 2014-ben újra elkezdte a versenyzést, és sérülés miatt 2016-ban jelentette be ismételt visszavonulását.
Karrierje során hat WTA és két ITF-tornát nyert meg. Grand Slam-tornákon kétszer jutott elődöntőbe, a Roland Garroson 2006-ban és az Australian Openen 2007-ben. Wimbledonban kétszer negyeddöntős volt (2007, 2008).
Hatéves koráan kezdett el teniszezni Nick Bollettieri tenisziskolájában a floridai Bradentonban. 2006. augusztusban, 17 éves korában került be először a világranglista Top10 játékosa közé. 2007. májusban a világranglistán a 7. helyen rangsorolták, ez volt karrierje legjobb helyezése.
Részt vett a 2008-as pekingi olimpián, ahol az 1. körben a francia Alizé Cornet ütötte el a továbbjutástól. 2005–2008 között szerepelt Csehország Fed-kupa csapatában, ahol egyéni mérlege 11 győzelem és 1 vereség.

## Családi élete
Édesanyjától, Rianától tanult meg teniszezni. Hatéves koráig Németországban éltek, majd Amerikába költöztek. Két testvére van, Oliver és Toby. 2007 végén jegyezte el a nála tizenegy évvel idősebb cseh teniszező Radek Štěpánek. 2010. márciusban bejelentette a profi teniszből való visszavonulását, majd 2010. júliusban Prágában házasságot kötöttek. 2013. júniusban bejelentették válásukat.
A profi teniszezők közé 2014. szeptemberben tért vissza egy 75 000 dolláros ITF-versenyen. 2015. márciusban a Monterrey Openen sikerült a selejtezőből ismét WTA-torna főtáblájára kerülnie. 2016. júliusban sérülés miatt jelentette be ismételt visszavonulását.

## WTA-döntői

### Egyéni

#### Győzelmei (6)
| Összesítés           |                        |
| Grand Slam-torna (0) |                        |
| Tier I (0)           | Premier Mandatory* (0) |
| Tier II (0)          | Premier Five* (0)      |
| Tier III (3)         | Premier* (0)           |
| Tier IV (3)          | International* (0)     |
| Tier V (0)           | Challenger* (0)        |

* 2009-től megváltozott a tornák rendszere. Challenger tornákat 2012-től rendeznek.
 Az egymás mellett azonos színnel jelölt tornatípusok között nincs teljes mértékű megfelelés.
| No. | Dátum               | Helyszín                  | Borítás | Ellenfél a döntőben | Eredmény a döntőben |
| --- | ------------------- | ------------------------- | ------- | ------------------- | ------------------- |
| 1.  | 2004. augusztus 15. | Vancouver, Kanada         | Kemény  | Laura Granville     | 2–6 6–4 6-2         |
| 2.  | 2004. október 17.   | Taskent, Üzbegisztán      | Kemény  | Virginie Razzano    | 5–7 6–3 6–2         |
| 3.  | 2005. október 2.    | Szöul, Dél-Korea          | Kemény  | Jelena Janković     | 7–5 6–3             |
| 4.  | 2005. október 9.    | Tokió, Japán              | Kemény  | Tatiana Golovin     | 7–64 3–2 feladta.   |
| 5.  | 2005. október 16.   | Bangkok, Thaiföld         | Kemény  | Nagyja Petrova      | 6–1 6–75 7–5        |
| 6.  | 2006. május 27.     | Strasbourg, Franciaország | Salak   | Peng Suaj           | 7–67 6–3            |

#### Elvesztett döntői (1)
| No. | Dátum           | Helyszín               | Borítás | Ellenfél a döntőben | Eredmény a döntőben |
| --- | --------------- | ---------------------- | ------- | ------------------- | ------------------- |
| 1.  | 2005. május 15. | Isztambul, Törökország | Salak   | Venus Williams      | 6–3, 6–2            |

## ITF döntői (2-1)

### Egyéni (2-1)
| Díjazás        |
| -------------- |
| $100,000 torna |
| $75,000 torna  |
| $50,000 torna  |
| $25,000 torna  |
| $10,000 torna  |

| Borításonként |
| ------------- |
| Kemény (1–1)  |
| Salak (0–0)   |
| Fű (0–0)      |
| Szőnyeg (1–0) |

| Eredmény | No. | Dátum             | Torna                                          | Borítás    | Ellenfél          | Eredmény    |
| -------- | --- | ----------------- | ---------------------------------------------- | ---------- | ----------------- | ----------- |
| Győztes  | 1.  | 2003. október 14. | Plzeň, Csehország                              | Carpet (i) | Andrea Hlaváčková | 7–6(5), 6–4 |
| Döntős   | 1.  | 2004. február 10. | Midland, (Michigan), Amerikai Egyesült Államok | Kemény (f) | Jill Craybas      | 6–2, 6–4    |
| Győztes  | 2.  | 2004. február 22. | Columbus, Amerikai Egyesült Államok            | Kemény (f) | Peng Suaj         | 7–6(5), 7–5 |

## Eredményei Grand Slam-tornákon

### Egyéniben
| Grand Slam | Australian Open | Australian Open   | Roland Garros  | Roland Garros        | Wimbledon      | Wimbledon            | US Open        | US Open          |
| Év         | Eredmény        | Utolsó ellenfél   | Eredmény       | Utolsó ellenfél      | Eredmény       | Utolsó ellenfél      | Eredmény       | Utolsó ellenfél  |
| 2004       | –               | –                 | Selejtező (Q3) | Selejtező (Q3)       | Selejtező (Q1) | Selejtező (Q1)       | 1. kör         | Justine Henin    |
| 2005       | 3. kör          | Lindsay Davenport | 2. kör         | Francesca Schiavone  | 3. kör         | Szvetlana Kuznyecova | 4. kör         | Nagyja Petrova   |
| 2006       | 4. kör          | Amélie Mauresmo   | Elődöntő       | Szvetlana Kuznyecova | 4. kör         | Na Li                | 3. kör         | Jelena Janković  |
| 2007       | Elődöntő        | Serena Williams   | Negyeddöntő    | Jelena Janković      | Negyeddöntő    | Ana Ivanović         | 3. kör         | Sahar Peér       |
| 2008       | 4. kör          | Serena Williams   | 1. kör         | Iveta Benešová       | Negyeddöntő    | Cseng Csie           | 2. kör         | Séverine Brémond |
| 2009       | 1. kör          | Séverine Brémond  | 1. kör         | V Ruano Pascual      | 1. kör         | R de los Ríos        | Selejtező (Q1) | Selejtező (Q1)   |
| 2010       | –               | –                 | –              | –                    | –              | –                    | –              | –                |

## Év végi világranglista-helyezései
| Év     | 2004 | 2005 | 2006 | 2007 | 2008 | 2009 | 2010 | 2011–2013 | 2014 | 2015 | 2016 |
| Egyéni | 77.  | 15.  | 10.  | 12.  | 41.  | 188. | 495. | –         | 601. | 257. | 827. |